# New Berlin (Texas)
New Berlin is een plaats (city) in de Amerikaanse staat Texas, en valt bestuurlijk gezien onder Guadalupe County.

## Demografie
Bij de volkstelling in 2000 werd het aantal inwoners vastgesteld op 467.
In 2006 is het aantal inwoners door het United States Census Bureau geschat op 496, een stijging van 29 (6,2%).

## Geografie
Volgens het United States Census Bureau beslaat de plaats een oppervlakte van
7,4 km², geheel bestaande uit land. New Berlin ligt op ongeveer 167 m boven zeeniveau.

## Plaatsen in de nabije omgeving
De onderstaande figuur toont nabijgelegen plaatsen in een straal van 16 km rond New Berlin.